# 드래곤 드라이브
드래건 드라이브(일본어: ドラゴンドライブ)는 슈에이샤의 점프에 연재되었던 사쿠라 켄이치의 만화를 원작으로 하고 있다. 한국에서도 삼양출판사를 통해 연재되었던적이 있었다.

## 줄거리
이 작품은 기본적으로는 가상의 공간에서 자신에게 맞는 드래건을 선택하여 그 드래건에 타고 플레이를 하는 가상 게임을 소재로 하고 있다. 오오조라 레이지(본작의 주인공)는 무얼해도 제대로 못하는 남학생이다. 하지만 어렸을때부터의 친구였던 유키노 마이코를 따라 용궁성이라는 허름한 과자가게에 가면서부터 일생의 전환점을 맞이하게 된다. 거기서 레이지는 드래건에 관심이 빠져 드래건 드라이브가 되기로 결심한다. 플레이어로까지 등록을 마친 레이지는 플레이어의 구조까지 파악해서 그 플레이어에 딱 맞는 드래건을 준다는 말에 기대를 많이 하게 된다. 하지만 레이지는 성격이 좋지않아서 공격능력은 제로인 조그마한 드래건을 배정받게 된다. 그는 드래건에게 꼬마(일본어:치비스케)라는 이름을 지어주고 새로운 모험을 시작하게 된다.

## 등장 인물
- 레이지(오오조라 레이지) 일본어 성우 : 박로미, 한국어 성우: 이명선
꼬마 (치비스케 (센코쿠라)) 성우 : 니시무라 치나미

센코쿠라 성우 : 니시무라 치나미
- 마이코 (유키노 마이코) 일본어 성우 : 사사모토 유코 한국어 성우 : 김선혜

고라오
- 다이스케(하기와라 다이스케) 일본어 성우 : 시탄다 마이켈, 한국어 성우 : 김광국

캄파
‏